# 10037 Raypickard
10037 Raypickard este o planetă minoră (asteroid), cu un diametru de 5,452 km, din centura de asteroizi. A fost descoperită pe 26 ianuarie 1984 la Observatorul Kleť de Antonín Mrkos. 
Obiectul prezintă o orbită caracterizată de o semiaxă mare de 2,3892206 UAi, o excentricitate de 0,06, o înclinație de 7,77993 ° în raport cu ecliptica.